# Leptocaris stromatolicolus
Leptocaris stromatolicolus är en kräftdjursart som beskrevs av Zamudio-Valdéz och Reid 1990. Leptocaris stromatolicolus ingår i släktet Leptocaris och familjen Darcythompsoniidae. IUCN kategoriserar arten globalt som sårbar. Inga underarter finns listade i Catalogue of Life.